# جوزپه جواکینو بلی

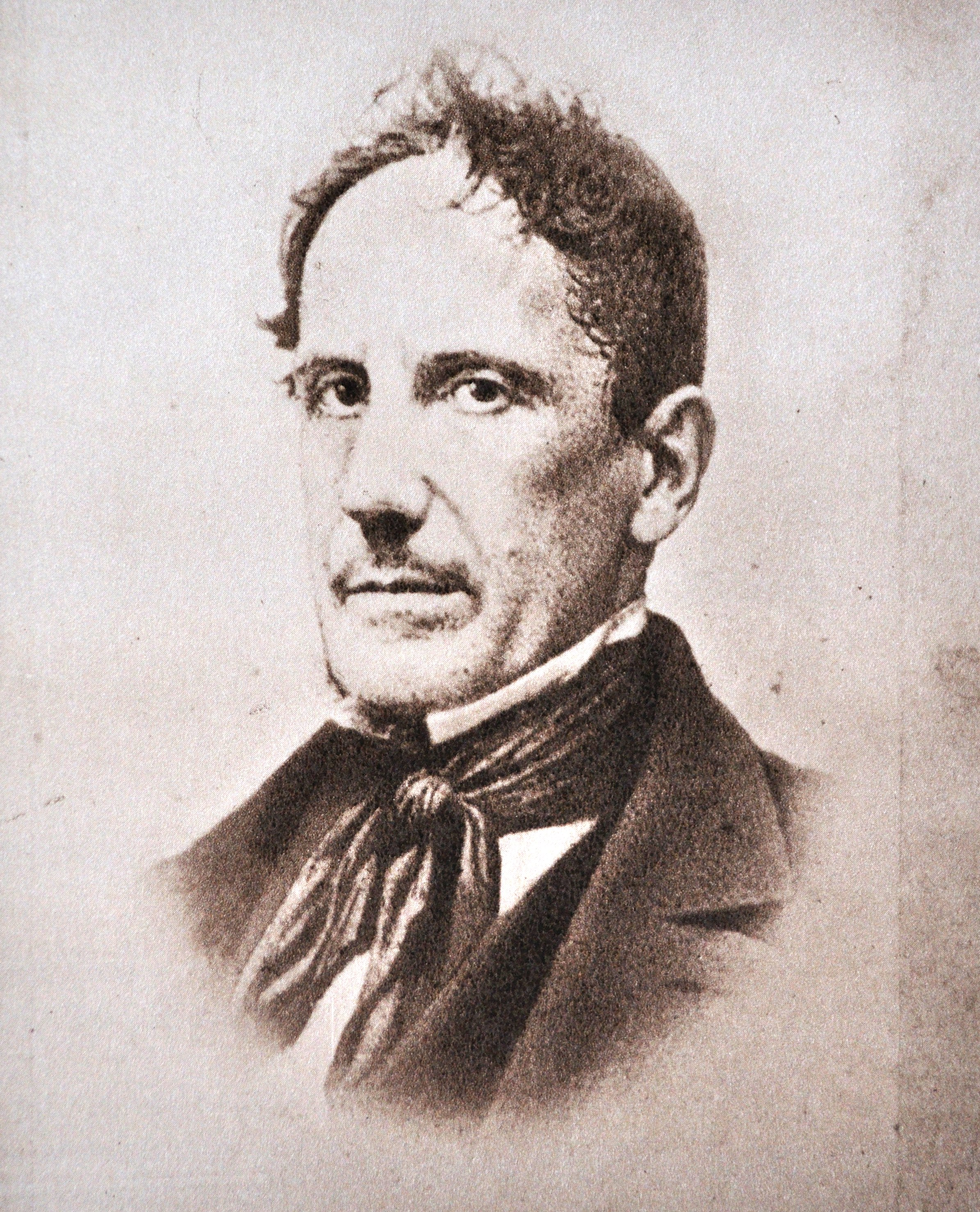
در حدود ۱۸۴۵

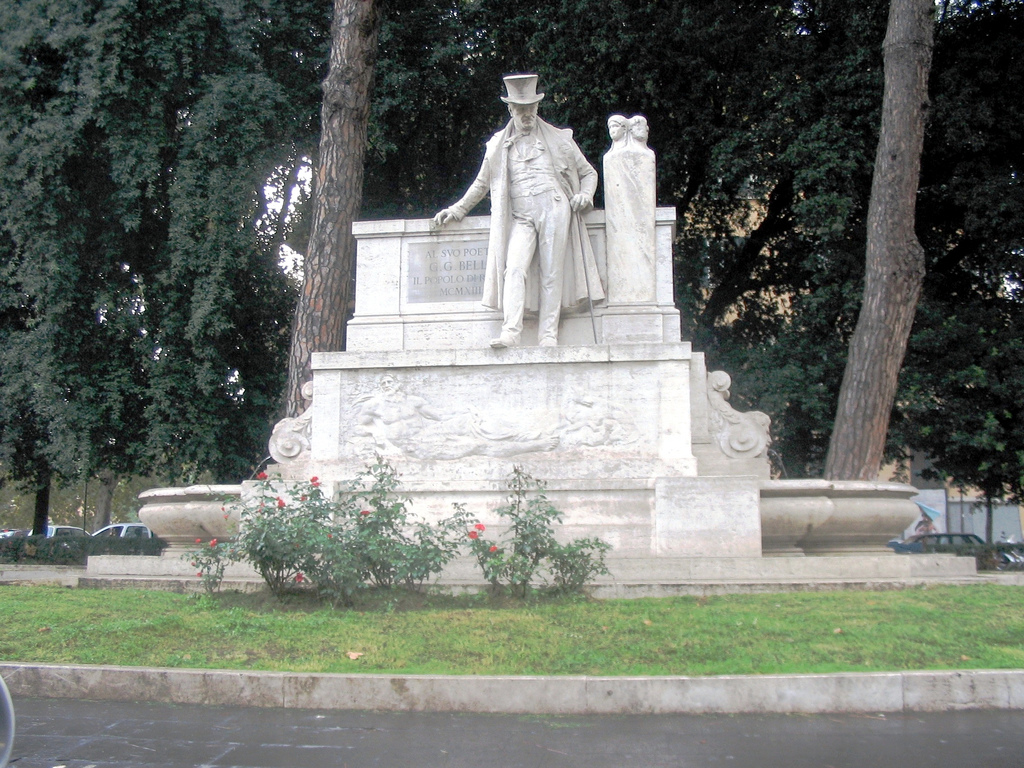
بنای یادبود بلی در ریون تراستوره، در رم.

جوزپه فرانچسکو آنتونیو ماریا جواکینو رایموندو بلی (به انگلیسی: Giuseppe Gioachino Belli)؛ (۷ سپتامبر ۱۷۹۱ – ۲۱ دسامبر ۱۸۶۳) شاعر ایتالیایی بود که به خاطر غزل‌هایش در رومیسکو، گویش رم شهرت داشت.

## زندگی‌نامه
جوزپ‌په فرانچسکو آنتونیو ماریا جواکینو رایموندو بلی در رم در خانواده‌ای متعلق به طبقه پایین بورژوازی متولد شد. پدرش مدتی پس از شروع به کار در چیویتاوکیا، بر اثر وبا یا تیفوس درگذشت. بلی به همراه مادرش و دو برادرش به رم بازگشتند و مجبور شدند در اقامتگاه‌های ارزان‌قیمتی در ویا دل کورسو سکونت کنند. بلی نوشتن شعر را در ابتدا با سرودن غزل به زبان ایتالیایی به پیشنهاد دوستش، شاعر فرانچسکو اسپادا، آغاز کرد.
پس از یک دوره کار در شرایط سخت، در سال ۱۸۱۶ او با یک زن ثروتمند به نام ماریا کونتی ازدواج کرد و این ازدواج به او امکان و فرصت داد تا استعدادهای ادبی خود را توسعه دهد. آن دو صاحب یک پسر به نام چیرو شدند که در سال ۱۸۲۴ به دنیا آمد. بلی چند سفر به شمال و مرکز ایتالیا داشت، مکان‌هایی که می‌توانست با دنیای ادبی تکامل یافته‌تری در تماس باشد، و همچنین با محیط روشنگری و انقلابی که در رم وجود نداشت، در طول اقامت در میلان بود که او با سنت محلی غنی شعر گویش و طنز، که توسط کارلو پورتا مدرن شده بود، تماس گرفت. غزل‌های بومی شوخ‌آمیز او الگویی برای شعرهایی به گویش رومی در اختیار او قرار داد که پس از مرگ، او را به شهرت رساند.
پس از مرگ همسرش در سال ۱۸۳۷، وضعیت اقتصادی بلی دوباره بدتر شد. در سال‌های بعد، بلی نشاط خود را از دست داد، و از محیط پیرامونش احساس دوری فزاینده‌ای داشت و خود را به عنوان "شاعر مرده" توصیف کرد. در نتیجه شعر گفتن او خشکید و آخرین غزل او به سال ۱۸۴۹ برمی‌گردد.
او در سال ۱۸۶۳ در رم بر اثر سکته درگذشت. برادرزاده او، نقاش گویلمو یان‌نی، زندگی‌نامه‌ای به یاد ماندنی در ۱۰ جلد نوشت که پس از مرگش در سال ۱۹۶۷ منتشر شد.

## آثار
بلی عمدتاً به خاطر اشعار عامه پسندش در گویش رومی به یاد ماندنی شد. او حدود ۲۲۷۹ غزل ساخت که سند ارزشمندی از روم پاپی قرن نوزدهم و زندگی مردم عادی را تشکیل می‌دهد. 